# Calvos (Guimarães)
Calvos ist ein Ort und eine ehemalige Gemeinde (Freguesia) im Norden Portugals.
Calvos gehört zum Kreis Guimarães im Distrikt Braga. Die Gemeinde hatte eine Fläche von 2 km² und 1081 Einwohner (Stand 30. Juni 2011).
Am 29. September 2013 wurden die Gemeinden Calvos und Serzedo zur neuen Gemeinde União das Freguesias de Serzedo e Calvos zusammengeschlossen.